# 刘瑶章
刘瑶章（1897年11月—1993年5月28日），直隶安新人。中华民国、中华人民共和国政治人物，新闻工作者。

## 生平
1922年毕业于北京大学哲学系。1925年加入中国国民党。毕业后他历任北京《益世报》编辑、天津《益世报》总编辑、南京中央通讯社编辑主任、国民参政会参政员、中国国民党中央执行委员、中国国民党河北省党部主任委员、河北省临时参议会议长。他曾任制憲國民大會代表。1948年6月，他任北平市市长。1949年，他随傅作义向解放军投降。
中华人民共和国成立后，刘瑶章历任中央人民政府水利部办公厅主任、水利部部长助理、参事，1979年任水利部顾问。1954年他加入中国国民党革命委员会，曾任中国国民党革命委员会第三届候补中央委员、第五、六届中央委员，中国国民党革命委员会中央监察委员会常务委员。他是第二届到第七届全国政协委员。
1993年5月28日，刘瑶章在北京逝世。